# Phyllotis darwini
Phyllotis darwini és una espècie de mamífer rosegador de la família dels cricètids. És endèmic de les zones costaneres del centre-oest de Xile, on viu a altituds d'entre 0 i 2.000 msnm. El seu hàbitat natural són els matollars semiàrids i mediterranis. És una espècie en risc mínim, és a dir, no sembla que hi hagi cap amenaça significativa per a la seva supervivència.
L'espècie fou anomenada en honor del naturalista britànic Charles Darwin.